# Brilon

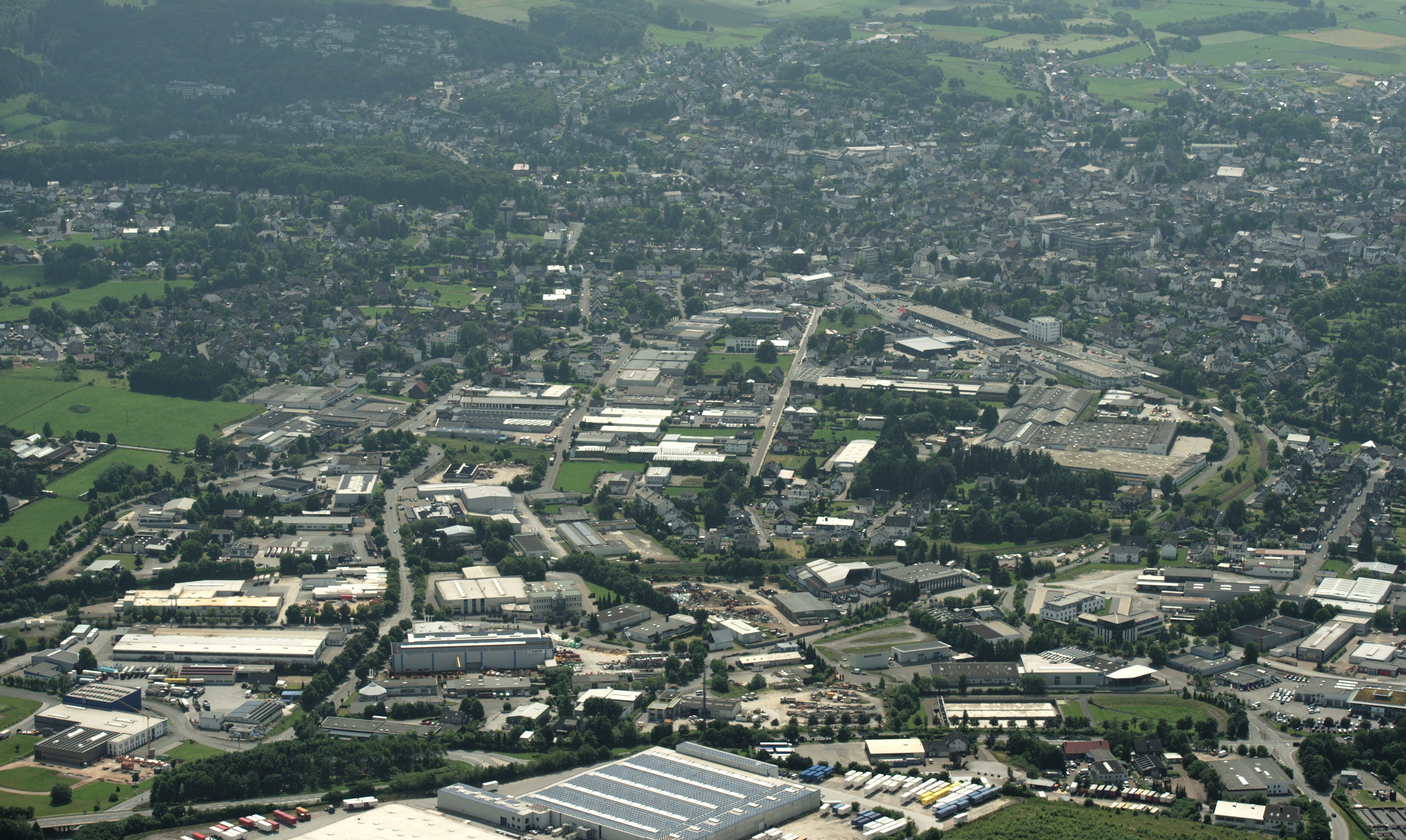
Brilon

Brilon (pronunciación en alemán: /ˈbʁiːlɔn/ⓘ) es una localidad del estado de Renania del Norte-Westfalia (Alemania), que pertenece al distrito de Hochsauerland.

## Geografía
Brilon está situado a una altitud de 450 metros sobre el nivel del mar. Al oeste se sitúa la reserva natural del bosque de Arnsberg, y al sudeste la reserva natural del Lago Diemel y el Hoppecke. En Brilon nace el río Möhne.

### Localidades vecinas
| - Bad Wünnenberg - Büren - Diemelsee - Marsberg | - Olsberg - Rüthen - Willingen |

### División local
Tras la reforma local de 1975, Brilon se divide en 17 distritos:
- Alme (1.273 habitantes)
- Altenbüren (1.453 habitantes)
- Bontkirchen (553 habitantes)
- Brilon Town (14.513 habitantes)
- Brilon-Wald (595 habitantes)
- Esshoff (80 habitantes)
- Gudenhagen/Petersborn (1.273 habitantes)
- Hoppecke (1.330 habitantes)
- Madfeld (1.395 habitantes)
- Messinghausen (898 habitantes)
- Nehden (503 habitantes)
- Radlinghausen (129 habitantes)
- Rixen (143 habitantes)
- Rösenbeck (858 habitantes)
- Scharfenberg (1.533 habitantes)
- Thülen (1.088 habitantes)
- Wülfte (421 habitantes)

(Fuente de información: www.briloner-wirtschaft.de / En el 31-X-2004)

## Historia
La primera referencia documentada data del año 973 en un documento del emperador Otón II, confirmando a la Catedral de Magdeburgo todas las posesiones de Westfalia cedidas por su padre, incluida la "Villa Brilon". Esta referencia, de todos modos, hace alusión a un asentamiento anterior al actual, probablemente lo que ahora es Alterbrilon.
Alrededor de 1220 San Engelberto I de Colonia, Arzobispo de esa ciudad, adquirió los territorios de Brilon de los hermanos Hermann y Gernand de Brilon. El Arzobispo trazó una fortaleza y dotó a la ciudad de derechos municipales. A esto siguieron sangrientos enfrentamientos entre los Arzobispos de Colonia y los Obispos de Paderborn a causa de la posesión de los territorios de la ciudad, que sólo se solucionaron cuando el Obispo de Paderborn, habiendo sido tomado prisionero, renunció a sus pretensiones sobre Brilon, en 1256.
Posteriormente, Brilon se desarrolló bajo el mandato de los Príncipes-Obispos de Colonia como una próspera ciudad de 3000 habitantes con una vida mercantil y minera, que también contaba con posibilidades de comercio a distancia.
En 1350, Brilon tenía entre 500 y 600 casas. En su momento, Brilon tuvo la categoría de segunda ciudad de Wesfalia, después de Soest. Tras a la escisión de Soest en 1444, Brilón fue considerada la capital del Estado de Westfalia.
En 1655, tras tres años de negociaciones entre las autoridades locales y los franciscanos residentes en Brilon, el "Gymnasium Petrinum"  fue fundado como una escuela monacal. Es por lo tanto, uno de los "gymnasium" más antiguos de la región.
No obstante, en los primeros años del siglo XV los conflictos militares desembocaron en un declive económico, y las guerras del siglo XVII y 18 llevaron gran miseria a la que un día fuera una de las ciudades más prósperas de la zona.
Durante la era napoleónica, Brilon pasó a ser parte del Landgraviato de Hesse-Darmstadt, en el año 1802. Tras el Congreso de Viena en 1816 fue trasferido a Prusia, período en el cual Brilon recobró relevancia al ser capital de los distritos o kreis prusianos. Destacaron la construcción de escuelas y medios de transporte.
Ya en la Segunda Guerra Mundial, la población estuvo inicialmente a salvo de ataques aéreos, pero el 10 de enero de 1944 un ataque de los Estados Unidos destruyó calles enteras, especialmente la Hoppecker Strasse y la Derkere Mauer. Una bomba atravesó la cúpula de la Iglesia de Provost, pero no explotó. A causa del ataque murieron 37 personas, de ellas, 13 niños.
Tras la Guerra, Brilon se incorporó al nuevo estado de Renania del Norte-Westfalia. En el curso de las nuevas directrices municipales de 1975, diversas comunidades se agregaron a Brilon.

### Crecimiento demográfico
Las siguientes cifras corresponden a la población de Brilon, no del municipio:
- 2,592 habitantes (1784), incluyendo 63 judíos)
- 3,584 habitantes (1844), including 111 evangélicos y 84 judíos
- 4,471 habitantes (1890), including 231 evangélicos y 95 judíos
- 5,849 habitantes (1925)
- 6,480 habitantes (1933)
- 6,959 habitantes (1939)
- 14,305 habitantes (1966)

 1) Fuente: Vergangene Zeiten (Past times), volume 1 incl. the dependent communities (Filialgemeinden) Wülfte and Rixen

### Bürgermeister (Alcaldes)
- 1945-1946: Walter Dinkloh
- 1946-1948: Wilhelm Schieferecke
- 1948: Josef Stuhldreher
- 1948-1951: Wilhelm Stracke
- 1951-1952: Josef Schreckenberg
- 1952-1956: August Heeke
- 1956-1958: Julius Drescher, SPD
- 1958-1961: Josef Wolff
- 1961-1963: Julius Drescher, SPD
- 1963-1974: Franz Hillebrand CDU
- 1975-1985: Josef Klaholz CDU
- 1986-1999: Franz Hülshoff, CDU
- 1999-heute: Franz Schrewe, SPD

### Ciudades hermanadas
- Hesdin (Francia)
- Heusden-Zolder (Bélgica)
- Thurso (Escocia, Reino Unido)
- Buckow (Brandemburgo, Alemania)

## Culture and Sights

### Museos
- Museo Municipal de Brilon

### Edificios
- Puerta de Derker
- Iglesia Evangélica de la Ciudad (construida según planos del Sr.Schinkel en 1856)
- Geschichtsbrunnen (Fuente de la Historia)
- Iglesia de San Nicolás
- Iglesia de Provost de San Pedro y San Andrés
- Ayuntamiento y Plaza del Mercado con la "kump".
- Schultenhaus (House of the Mayor)
- Casa Sauvigny
- Palacio de Justicia del Distrito, (estilo clásico tardío, de 1877)

### Parques
- Reserva Natural del Bosque de Arnsberg
- Reserva Natural del Lago Diemel
- Parque de Brilon

### Eventos populares
- "Schutzenfest", último fin de semana de junio.
- "Schnadegang" o "Schnadezug"  (marcar los límites de la ciudad) cada dos años el lunes tras la "Schutzenfest".
- Festival de Brilon al aire libre (teatro urbano y música en directo) julio o agosto.
- Festival de la antigua ciudad, a finales de agosto.
- Kirmes, último fin de semana de septiembre.

## Economía e infraestructuras

### Comunicaciones
Hacia el oeste desde la Bundesstrasse B 7, a 30 minutos aproximadamente, está la autopista A 46 en Bestwig, en dirección hacia el Ruhrgebiet. Hacia el este, la autopista A 44 en Marsberg, en dirección a Kassel está a 40 minutos. En la "Bundesstrasse"B 480 es posible coger la autopista A 33 en Bad Wünnenberg en 30 minutos, dirección Paderborn/Bielefeld.
La estación de ferrocarril, Brilon Wald está a 10 km del centro de la ciudad.De aquí parten trenes cada hora hacia Warburg, Hagen y Korbach via Willingen.
Desde el aire, Brilon es accesible a través del Aeropuerto de Paderborn Lippstadt. Los aviones deportivos pueden aterrizar en el Aeropuerto de Brilon.

### Medios de comunicación
El diario regional es el Westfalenpost, con una tirada local para Brilon y el distrito del Hochsauerland. Además, existe un periódico gratuito semanal llamado Sauerlandkurier, con información de todo el distrito. También hay un periódico semanal llamado Briloner Anzeiger, que corresponde a Brilon, Olsberg y Willingen.

### Organismos públicos
- Palacio de Justicia de Brilon.
- Oficina Financiera de Brilon.
- Administración del distrito de Hochsauerland.
- Hospital "Maria Hilf".

## Personas

### Ciudadanos honorarios
- Heinrich Eduard von Pape (13 de septiembre de 1816 en Brilon, 11 de septiembre de 1888),
Abogado, contribuyente del Código Civil de Alemania en 1887.

### Nativos célebres
- Johann Suibert Seibertz (27 de noviembre de 1788, 17 de noviembre de 1871 en Arnsberg),
Historiador y juez.
- Heinrich Eduard von Pape como dicho anteriormente.
- Franz Heinrich Reusch (4 de diciembre de 1825, 3 de marzo de 1900 en Bonn),
Historiador de la Iglesia.
- Dr. Fritz Dorls (9 de septiembre de 1910, 25 de enero de 1995)
 Miembro del Parlamento Alemán, fundador y Presidente del ilegalizado partido extremista Partido Socialista del Reich.
- Friedrich Merz (11 de noviembre de 1955), 
Canciller de la República Federal Alemana desde el 6 de mayo de 2025.